# Американская академия медиевистики
Американская академия медиевистики (дословно — Средневековая академия Америки, англ. Medieval Academy of America, MAA (до 1980 года писалось — Mediaeval)) — крупнейшая организация медиевистов в США. Основана в 1925 году; появилась в значительной мере благодаря первопроходцу медиевистической науки в США Чарльзу Хомеру Хаскинсу. Находится в Кембридже (Массачусетс).
Издаёт ежеквартальный журнал Speculum. Присуждает премии и награды, гранты и стипендии; среди которых, в частности, медаль Хаскинса (англ.).
Каждой весной академия проводит ежегодное собрание.